# Vizille
Vizille ist eine französische Gemeinde mit 7.316 Einwohnern (Stand 1. Januar 2022) im Département Isère in der Region Auvergne-Rhône-Alpes; sie gehört zum Arrondissement Grenoble und ist Verwaltungssitz des Kantons Oisans-Romanche.

## Geographie
Das Gemeindegebiet wird im Südwesten vom Fluss Romanche begrenzt. Sein Zufluss Vernon, durchquert die Stadt und erreicht im Nordwesten die Romanche, wo er jedoch in den Canal de la Romanche abgeleitet wird.

## Geschichte
In der Antike war Vizille eine befestigte Stadt mit dem Namen Oppidum Antiquum. Sie lag am Alpenübergang über den Col du Lautaret nach Grenoble, um den die Römer häufig mit den Allobrogern kämpfen mussten. Das römische Fort hieß Castra Vigiliae.
Im 10. Jahrhundert gehörte Vizille teilweise der Abtei Cluny. Die Burg des Ortes wurde von François de Bonne, duc de Lesdiguières erworben und wiederaufgebaut, nachdem er Generalleutnant der Dauphiné geworden war.
Für den 21. Juli 1788, nach der Journée des Tuiles (7. Juni), der den Beginn der Französischen Revolution in der Region markiert, organisierten die Deputierten der Dauphiné die Assemblée de Vizille, bei der sich 50 Priester, 165 Adlige und 276 Vertreter des Dritten Stands (darunter Jean-Joseph Mounier und Antoine Barnave) trafen. Zum Gedenken an dieses Ereignis wurde 1888 ein Denkmal errichtet.
Vizille liegt an der Route Napoléon (siehe Charles Angélique François Huchet de La Bédoyère).
| Jahr                       | 1962 | 1968 | 1975 | 1982 | 1990 | 1999 | 2009 | 2014 | 2015 |
| -------------------------- | ---- | ---- | ---- | ---- | ---- | ---- | ---- | ---- | ---- |
| Einwohner                  | 6493 | 6882 | 6986 | 7162 | 7094 | 7465 | 7592 | 7494 | 7468 |
| Quellen: Cassini und INSEE |      |      |      |      |      |      |      |      |      |

## Sehenswürdigkeiten

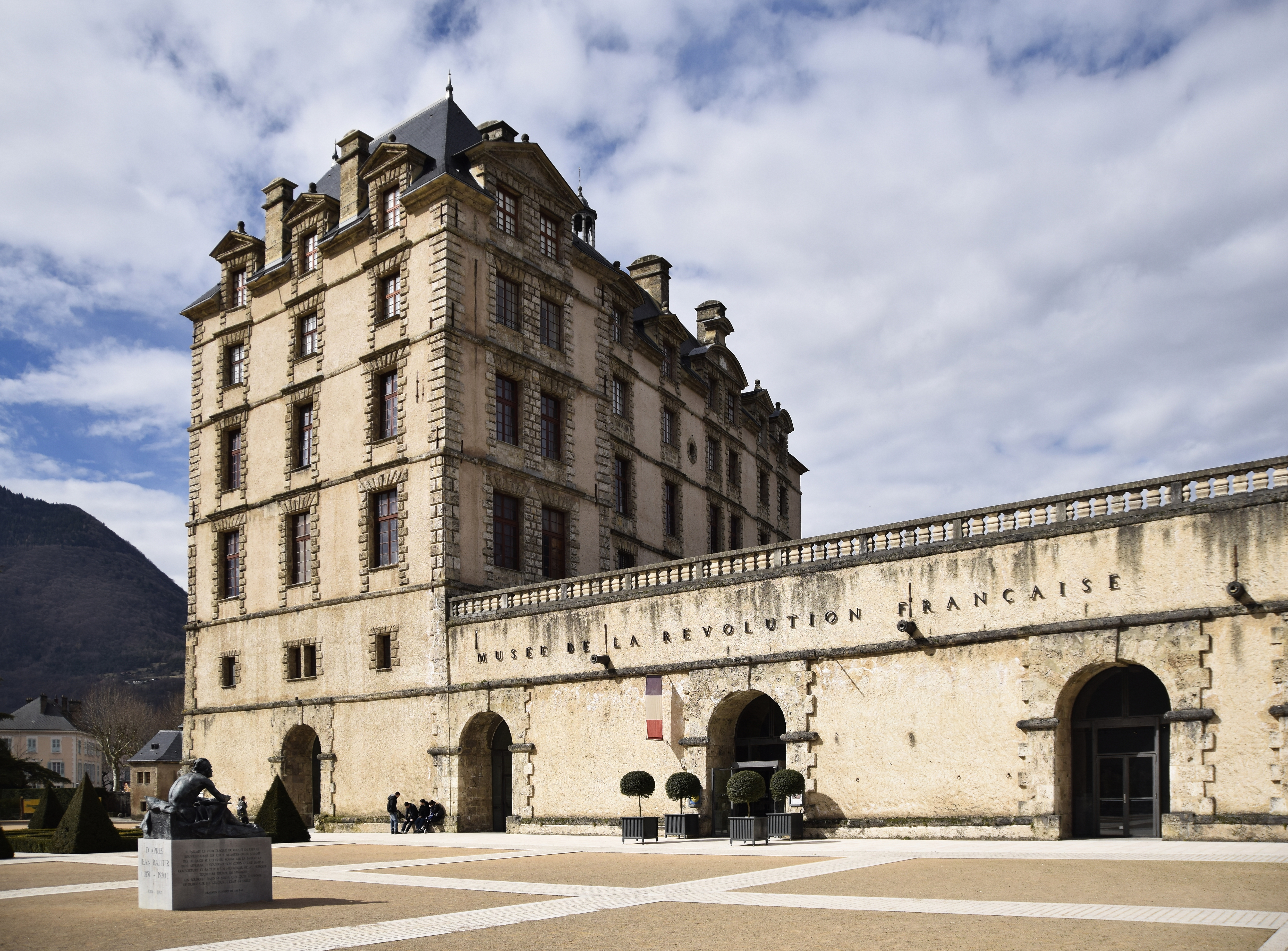
Musée de la Révolution française im Schloss Vizille

- Musée de la Révolution française im Schloss Vizille
- Schloss Vizille

## Städtepartnerschaften
- Venaria Reale (Italien).
- Vöhringen (Deutschland).

## Persönlichkeiten
- Alain Carignon (* 1949), 1983–1995 Bürgermeister von Grenoble und Minister der V. Republik (RPR), in Vizille geboren
- Florence Masnada (* 1968), Skirennläuferin